# كارخانة (مقاطعة دورود)
كارخانة (بالفارسية: کارخانه سفید کن) هي مستوطنة تقع في قسم تشالانتشولان الريفي (مقاطعة دورود) في إيران. يقدر عدد سكانها بـ 639 نسمة.